# Bonnaya succosa
Bonnaya succosa är en tvåhjärtbladig växtart som först beskrevs av Kerr och Euphemia Cowan Barnett, och fick sitt nu gällande namn av Fischer, Schäferhoff och Müller. Bonnaya succosa ingår i släktet Bonnaya och familjen Linderniaceae. Inga underarter finns listade i Catalogue of Life.